# La Blue Girl
La Blue Girl (淫獣学園?, Injū gakuen) è un manga hentai scritto e disegnato da Toshio Maeda pubblicato da dicembre 1989 a marzo 1993.
Da esso è stata tratta una serie OAV di sei episodi prodotti da Arms Corporation tra il 1992 e il 1994. Sono stati realizzati anche tre film live action, di cui uno diretto da Yō Kobayashi.

## Trama
La storia coinvolge vari clan ninja che continuamente combattono fra di loro. La protagonista è Miko Mido, una giovane ninja in allenamento e prossimo capo del clan ninja Miroku. Questo clan ha il controllo sui Shikima, una perversa razza di demoni affamati di sesso, guidati dal padre di Miko. Tuttavia, quando i ladri rubano il patto magico che garantisce al clan questo potere, Miko deve combattere gli Shikima, utilizzando il suo ninjutsu sessuato per salvare il mondo. Gli Shikima vivono in una dimensione parallela e bisogna compiere specifici rituali sessuali per viaggiare.

## Personaggi
Miko Mido (美童 巫女?, Midō Miko)
Doppiata da: Mari Akutsu (ed. giapponese), Marina Massironi (ed. italiana)
È la protagonista della serie. Una kunoichi di 16 anni, è l'ultima discendente della femmina del clan ninja Miroku, che è stata in lotta con il clan Suzuka per molte generazioni. Spesso è molto infastidita dall'essere un ninja del sesso e dover usare il suo corpo come arma contro gli avversari. Può usare molte tecniche sessuali insolite, come indurire i suoi peli pubici in aghi e sparare ad un avversario, o la tecnica Nyoninboh, che le permette di gonfiare il clitoride delle dimensioni del pene di un uomo e usarlo per suscitare le passioni delle donne rivali. Se vengono strappate le ciocche dei capelli, può usarle come aghi per agopuntura per stimolare i punti di piacere erotici dell'avversario. Il suo attacco più potente è Aoi Tatsumaki (mulinello blu), in cui i capelli si trasformano in un gigantesco tornado blu, che invariabilmente le strappa via tutti i vestiti, anche se la maggior parte è comunque invariabilmente a brandelli quando impiega questo clima tattica. È la figlia di Seikima, il re degli Shikima, e di Maria, la regina, che è umana e un'ex donna Miroku. In quanto tale, è un demone mezzosangue e ha il sangue blu degli Shikima, da cui il titolo La ragazza blu.
Nin-Nin (ニン忍?)
Doppiato da: Kappei Yamaguchi (ed. giapponese), Riccardo Peroni (ed. italiana)
È un ninja nano, sempre incappucciato. È il leale compagno di Miko, ma sessualmente perverso di lei. Gli piace sbirciare quando Miko fa il bagno o si masturba, e irradia di gioia ogni volta che può vederla nuda, o appena vestita, o in qualsiasi fastidioso incontro sessuale con demoni o altri ninja. D'altra parte, prende sul serio il suo ruolo di protettore di Miko e cerca sempre di aiutarla ogni volta che è nei guai, o almeno ogni volta che non è impegnato a registrare i suoi exploit per riferimenti futuri.
Fubuki Kai (甲斐 吹雪?, Kai Fubuki)
Doppiata da: Junko Asami (ed. giapponese)
È una ninja autodidatta e vede Miko come avversaria, poiché desidera dimostrare di essere più talentuosa di lei e più degna del titolo di preside del clan ninja Miroku. Dopo essere stata sconfitta da Miko in un duello sessuale, tuttavia, viene adottata dagli Shikima e diventa un'amica di Miko. Viene trasformata in Shikima, dal momento che desidera un potere sufficiente per eguagliare Miko. Ama la sua nuova forma, ma irrita anche Miko, essendo migliore di lei.
Yaku (夜久?)
Doppiata da: Mai Asakura (ed. giapponese), Patrizia Salmoiraghi (ed. italiana)
Un'altra ninja del clan Miroku, che Miko incontra quando decide di recarsi nel villaggio segreto di Miroku. Con Miko, è l'unica sopravvissuta del massacro di Miroku, causato da Kamiri e Kugutsumen. È una ragazza potente e potenzialmente molto minacciosa, poiché si trasforma in licantropo durante la luna piena, a meno che non raggiunga un orgasmo in tempo. I suoi attributi più notevoli sono i grandi seni, di cui Miko è invidiosa.
Kamiri (迦美里?)
Doppiata da: Yumi Takada (ed. giapponese), Caterina Rochira (ed. italiana)
Un tempo era l'istruttore di artiglieria del clan Miroku, ma fu bandita dal clan per tradimento, perché divenne l'amante del ninja rinnegato Kugutsumen. Prima di essere cacciata, è stata anche punita dallo stupro con un fallo spinoso, che le ha lacerato la vagina. Di conseguenza, ha giurato di vendicarsi del clan Miroku. Quando ritorna e ruba il tesoro Miroku, la spada magica Jipang, il suo spirito malvagio la possiede e le fa venir voglia di conquistare il regno Shikima, uccidere il re Seikima e dominarlo. Per questo ha bisogno di Miko, che è l'unica che sa come arrivarci. Dopo numerosi scontri con Miko e Yaku, viene distrutta dallo spirito malvagio di Jipang.
Kugutsumen
È un ninja rinnegato del clan Suzuka, diventato l'amante di Kamiri, l'istruttore di artiglieria Miroku, dopo essere stato in grado di prendere il controllo di lei, quando una goccia del suo seme è entrata nel suo corpo durante un combattimento. È stato lui a uccidere tutti i ninja Miroku, mitragliando le loro vagine e causando emorragie fatali, imitando la loro punizione del suo amante. A causa delle ferite e del possesso da parte dello spirito malvagio di Jipang, si rifiuta di fare sesso con lui e così violenta diverse ragazze. È un avversario difficile per Miko e Yaku, perché spesso le inganna travestendosi, e quindi le attira nelle sue trappole.
Miyu Mido (美童 美夕?, Midō Miyu)
Doppiata da: Mirei Asaoka (ed. giapponese), Patrizia Salmoiraghi (ed. italiana)
È una sorella maggiore di Miko e un'attrice teatrale. Rapita dai demoni del mondo Shikima, è stata salvata da sua sorella. Viene rivelato che non era nata da uno Shikima, ma da un umano, nato dall'unione di un membro del clan Suzuka. Questa squalificava Maria di detenere il titolo di capo del clan Miroku, e fu quindi cacciata via, mentre Miko fu data a sua nonna, per una corretta educazione e addestramento.
Kanako (香菜子?)
È una studentessa in una scuola per infermieri. Prima che morisse, sua nonna l'aveva addestrata nelle arti carnali, per offrire i suoi servizi a Miko e al clan Miroku. Divenne quindi il suo sogno di essere convocata da Miko, e sviluppò una cotta per lei. Si mise in contatto con gli altri personaggi principali attraverso un sito web, pubblicato da Fubuki, nella ricerca di altri membri del clan Miroku.
Kochō (胡蝶?)
La leader del clan Mahoroba.
Rokuga
È un altro membro del clan Mahoroba. Fingendosi il nuovo fidanzato di Miyu, riesce a rubare la custodia del sigillo Shikima.
Ruri (瑠璃?)
È una compagna di classe di Miko.
Maho (真帆?)
È il fratello di Ruri. È amore a prima vista tra lui e Miko, ma lei sogna continuamente d'indossare un vestito strano, un accenno al fatto che fossero amanti in passato.
Re Shikima (色魔大王?, Shikima Daiō)
Doppiato da: Ken Yamaguchi (ed. giapponese)
È il padre di Miko. Ha guidato i demoni Shikima per oltre quattrocento anni.
Maria Mido (美童 真璃亜?, Midō Maria)
Doppiata da: Arisa Andou (ed. giapponese)
È la moglie del re Shikima e la madre di Miko.
Hidemasa Matsunaga (松永秀正?, Matsunaga Hidemasa)
Kyoshiro
Shana-hime (遮那姫?)

## Media

### Manga
| Nº | Titolo italiano Giapponese 「Kanji」 - Rōmaji                                  | Data di prima pubblicazione            | Data di prima pubblicazione |
| Nº | Titolo italiano Giapponese 「Kanji」 - Rōmaji                                  | Giapponese                             |                             |
| 1  | La Blue Girl 1 - Destiny 「淫獣学園La☆Blue Girl 1」 - Injū gakuen 1            | dicembre 1989 ISBN 978-4-845-80528-0   |                             |
| 2  | La Blue Girl 2 - Evil Ninja Masters 「淫獣学園La☆Blue Girl 2」 - Injū gakuen 2 | dicembre 1990 ISBN 978-4-845-80529-7   |                             |
| 3  | La Blue Girl 3 - Lusty Poltergeist 「淫獣学園La☆Blue Girl 3」 - Injū gakuen 3  | 21 maggio 1992 ISBN 978-4-915-85828-4  |                             |
| 4  | La Blue Girl 4 - Desire 「淫獣学園La☆Blue Girl 4」 - Injū gakuen 4             | 19 giugno 1992 ISBN 978-4-915-85831-4  |                             |
| 5  | La Blue Girl 5 - Sinful Wrath 「淫獣学園La☆Blue Girl 5」 - Injū gakuen 5       | 5 febbraio 1993 ISBN 978-4-915-85857-4 |                             |
| 6  | La Blue Girl 6 - Beastial Beauty 「淫獣学園La☆Blue Girl 6」 - Injū gakuen 6    | 8 marzo 1993 ISBN 978-4-915-85861-1    |                             |

### OAV

#### Injū Gakuen - La☆Blue Girl
| Nº                             | Titolo italiano Giapponese 「Kanji」 - Rōmaji                                                                | Pubblicazione                                        | Pubblicazione |
| Nº                             | Titolo italiano Giapponese 「Kanji」 - Rōmaji                                                                | Giapponese                                           |               |
| Injū gakuen (4 episodi)        | |                                                      |               |
| 1                              | La Blue Girl 1 「淫獣学園La☆Blue Girl」 - Injū gakuen - La Blue Girl                                         | 26 giugno 1992                                       |               |
| 2                              | La Blue Girl 2 「淫獣学園La☆Blue Girl 2」 - Injū gakuen - La Blue Girl 2                                     | 11 dicembre 1992                                     |               |
| 3                              | La Blue Girl 3 「淫獣学園La☆Blue Girl 3 色魔殺界の章」 - Injū gakuen - La Blue Girl 3: Shikima sakkai no shō | 5 giugno 1993                                        |               |
| 4                              | La Blue Girl 4 「淫獣学園La☆Blue Girl 4 妖刀淫界の章」 - Injū gakuen - La Blue Girl 4: Yōtō inkai no shō     | 9 luglio 1993                                        |               |
| Shin - Injū gakuen (2 episodi) | |                                                      |               |
| 5                              | La Blue Girl 5 「真・淫獣学園La☆Blue Girl」 - Shin - Injū gakuen                                             | 28 gennaio 1994                                      |               |
| 6                              | La Blue Girl 6 「真・淫獣学園La☆Blue Girl 2」 - Shin - Injū gakuen 2                                         | 25 febbraio 1994 (1ª parte) 25 marzo 1994 (2ª parte) |               |

#### Injū Gakuen EX(1996)
| Nº | Titolo italiano Giapponese 「Kanji」 - Rōmaji                                                             | Pubblicazione   | Pubblicazione |
| Nº | Titolo italiano Giapponese 「Kanji」 - Rōmaji                                                             | Giapponese      |               |
| 1  | The First Love of the Shikima 「淫獣学園EX 1 初恋裏色魔篇」 - Injū Gakuen EX 1: Hatsukoi uchi Shikima-hen | 26 luglio 1996  |               |
| 2  | The Curse of the Mysterious Love 「淫獣学園EX 2 妖恋呪縛篇」 - Injū Gakuen EX 2: Yōren jubaku-hen         | 23 agosto 1996  |               |
| 3  | The Hell of the Cursed Love 「淫獣学園EX 3 邪恋地獄篇」 - Injū Gakuen EX 3: Jaren jigoku-hen              | 11 ottobre 1996 |               |
| 4  | The Reincarnation of Sad Love 「淫獣学園EX 4 哀恋輪廻篇」 - Injū Gakuen EX 4: Airen rinne-hen             | 8 novembre 1996 |               |

#### Injū Gakuen - La☆Blue Girl: Fukkatsu(2001)
| Nº | Giapponese 「Kanji」 - Rōmaji                                                                | Pubblicazione   | Pubblicazione |
| Nº | Giapponese 「Kanji」 - Rōmaji                                                                | Giapponese      |               |
| 1  | 「淫獣学園 La☆Blue Girl 復活篇 第一章」 - Injū Gakuen - La☆Blue Girl: Fukkatsu dai ichi fumi | 25 maggio 2001  |               |
| 2  | 「淫獣学園 La☆Blue Girl 復活篇 第二章」 - Injū Gakuen - La☆Blue Girl: Fukkatsu dai ni fumi   | 25 agosto 2001  |               |
| 3  | 「淫獣学園 La☆Blue Girl 復活篇 第三章」 - Injū Gakuen - La☆Blue Girl: Fukkatsu dai san fumi  | 25 gennaio 2002 |               |
| 4  | 「淫獣学園 La☆Blue Girl 復活篇 第四章」 - Injū Gakuen - La☆Blue Girl: Fukkatsu dai shi fumi  | 25 maggio 2002  |               |

### Live action
Dalla serie manga sono stati tratti tre film live action: Injū gakuen: Shikima-kai no gyakushū (淫獣学園 色魔界の逆襲?) nel 1994, Injū gakuen 2: Mashō no hime tanjō jissha hen (淫獣学園2 魔性の娘（こ）誕生?) nel 1996 e Injū gakuen 3: Kunoichi-gari (淫獣学園3 くノ一狩り?) nel 1996.

### Videogiochi
Il manga è stato usato come spunto per due videogiochi: uno per PC-98 e FM Towns, l'altro per Windows 95.